# Hessische Klippen

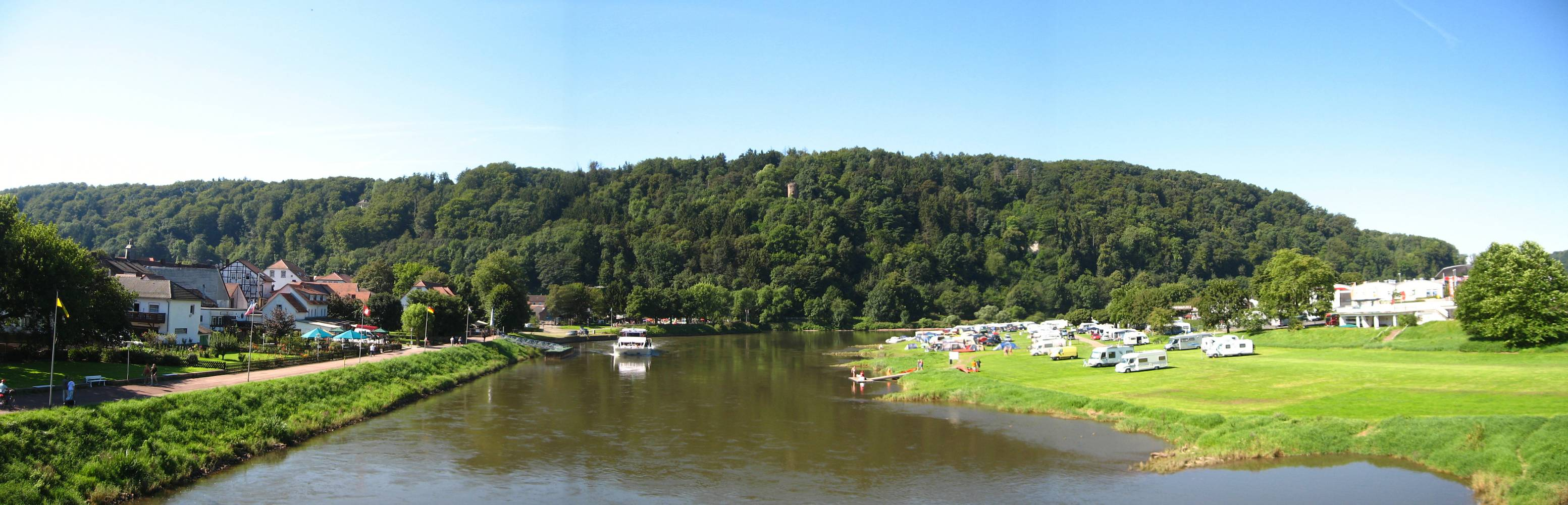
Blick von der Brückenstraße flussabwärts über die Weser zu den bewaldeten Hessischen Klippen mit dortigem Hugenottenturm (etwa mittig); links die Altstadt von Bad Karlshafen, rechts ein Zeltplatz

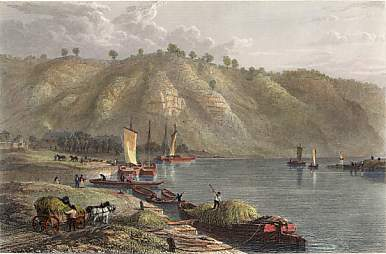
Hessische Klippen: Stahlstich von Edward Goodall (1827), nach Robert Batty

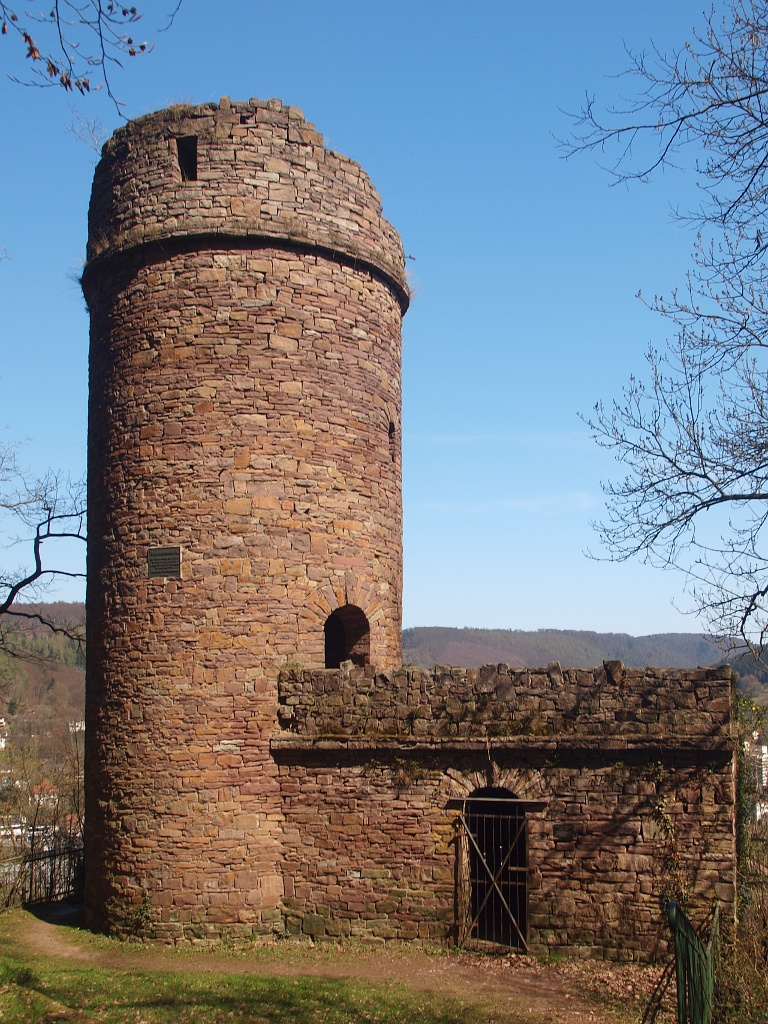
Bad Karlshafener Hugenottenturm

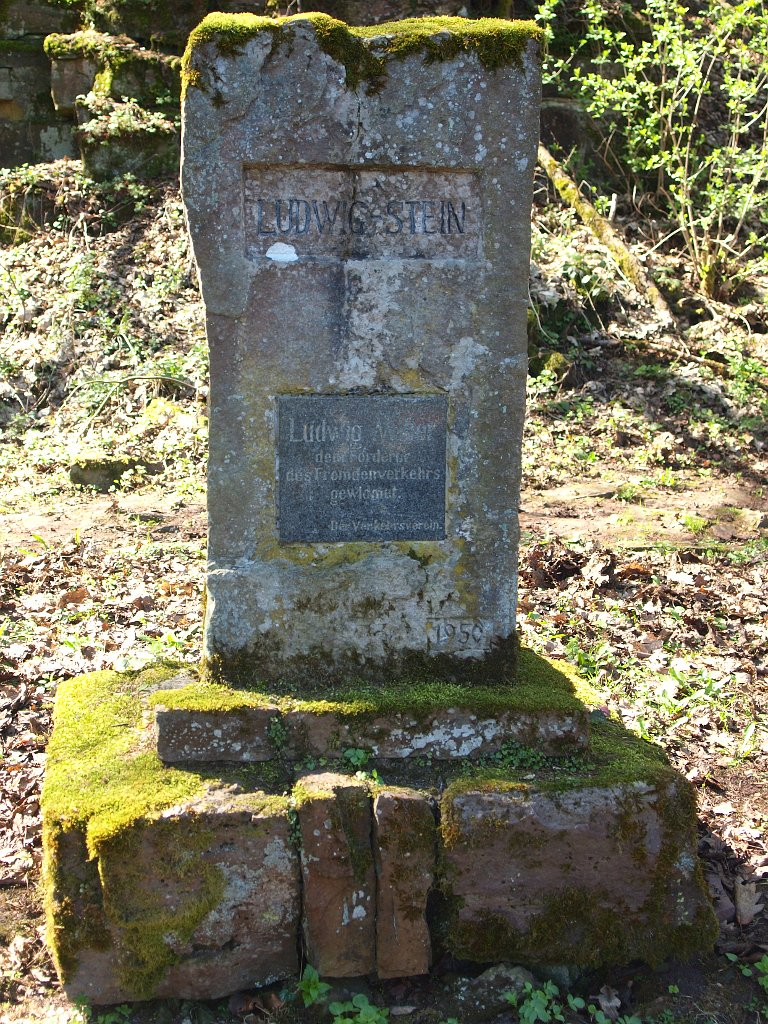
Ludwig-Stein

Die Hessischen Klippen bei Bad Karlshafen im Landkreis Kassel, im äußersten Norden von Hessen, mit Ausläufern in Nordrhein-Westfalen, sind eine Gruppe von mehreren Felsklippen aus Wesersandstein am Rand des Oberen Wesertals.

## Geographie

### Lage
Die Hessischen Klippen liegen im Weserbergland oberhalb des linken Ufers der Weser, direkt westlich der Diemel-Mündung mit der dortigen Kernstadt von Bad Karlshafen (Nordhessen), wobei sich ihre Nordwestausläufer bis in die Gemarkung des Beverunger Ortsteils Herstelle (Westfalen) erstrecken. Die bewaldeten Klippen führen vom waldlosen Hochplateau des klippennahen Kaiserstein (205 m ü. NN), der in Richtung Südwesten leicht abfällt, nach Nordosten steil in das Wesertal.
Etwa 1,4 km nordwestlich befinden sich jenseits der Weser die Hannoverschen Klippen mit dem Weser-Skywalk und dem Dreiländereck der deutschen Bundesländer Nordrhein-Westfalen, Niedersachsen und Hessen.

### Naturräumliche Zuordnung
Die Hessischen Klippen liegen an der Grenze der naturräumlichen Haupteinheitengruppe Weser-Leine-Bergland (Nr. 37) mit der Haupteinheit Solling, Bramwald und Reinhardswald (370) und der Untereinheit Weserdurchbruchstal (370.3) etwa im Nordosten zur oberhalb der Klippen beginnenden Haupteinheitengruppe Westhessisches Bergland (34) mit der Haupteinheit Westhessische Senke (343) und der Untereinheit Hofgeismarer Rötsenke (343.4) etwa im Südwesten.

## Landschaftsschutz
Der hessische Teil der Hessischen Klippen liegt im Landschaftsschutzgebiet Landschaftsbestandteile und Landschaftsteile im Kreis Hofgeismar (CDDA-Nr. 378519; 1938; 28,42 km²), an das sich direkt östlich das LSG Auenverbund Diemel (CDDA-Nr. 378399; 1994; 13,29 km²) anschließt. Etwas westlich der Klippen liegt jenseits vom noch zu Hessen gehörenden Kaiserstein das westfälische LSG Altkreis Höxter (CDDA-Nr. 555549644; 406,27 km²).

## Beschreibung
Die Hessischen Klippen bestehen aus Wesersandstein, einem Buntsandstein. Sie sind seit Mitte der 1960er Jahre stark bewaldet und deshalb nicht mehr so deutlich zu sehen, wie sie Robert Batty im Jahr 1825 auf seiner romantischen Reise durch Norddeutschland gezeichnet hat.

## Sehenswürdigkeiten und Denkmäler
Zu den Sehenswürdigkeiten und Denkmälern an den und nahe der Hessischen Klippen gehören:
- Juliushöhe (ehemaliges Ausflugsziel und Restaurant)
- Schillerdenkmal
- Hugenottenturm auf einer der Klippen (1913 eingeweiht)
- Ludwig-Stein zum Andenken an Ludwig Müller, einen Karlshafener Verleger, und Autor, der sich um die Förderung des Tourismus verdient machte.
- Aussichtspunkt mit Pavillon
- Bad Karlshafen, Hugenottenstadt mit historischem Ortskern
- Krukenburg bei Helmarshausen

## Historische Ansichten
Bekannte historische Ansichten der Hessischen Klippen sind:
- Stahlstich nach Robert Batty (1825); gestochen von Edward Goodall (1827)
- Federlithographie von Karlshafen von L. Niebuhr um 1830
- Ansicht der Stadt Karlshafen von Fink/Martens um 1850
- Darstellung von Teuerkauf um 1860

## Verkehr und Wandern
Erreichbar sind die Hessischen Klippen, durch die mehrere schmale Wanderwege führen, von Bad Karlshafen kommend, die Diemelbrücke der Bundesstraße 80 (Weserstraße) überquerend, von der Bremer Straße aus. Nahe dem Abzweig 102,5 m ü. NN, an dem beide Straßen aufeinandertreffen, beginnt ein Aufstieg; ein weiterer befindet sich an der Bremer Straße nach der ehemaligen Bierbrauerei unterhalb des Hugenottenturmes. Zudem besteht Anbindung über den Wanderweg von Herstelle, der in Nordrhein-Westfalen an zwei Steinbrüchen vorbeiführt, oder von Helmarshausen aus.